# Aigrefeuille-d'Aunis
Aigrefeuille d'Aunis är en by och kommun belägen i västra Frankrike i nordvästra delen av departementet Charente-Maritime. Aigrefeuille d'Aunis ligger i regionen Nouvelle-Aquitaine.
Aigrefeuille d'Aunis ligger 22 kilometer öster om La Rochelle som är huvudstad i Charente-Maritime och ligger 20 kilometer norr om Rochefort.
Byn är belägen mellan La Rochelle och Surgères mitt i den gamla provinsen Aunis som framför allt är ett slättlandskap.
Den här orten är ett industrisamhälle med Fountaine-Pajot som är ett viktigt skeppsvarv, ledande i Frankrike inom produktion av turistbåtar, yachter och katamaraner. Fountaine-Pajot har en filial i Stockholm med AB Beckerbåt som sedan är 2010 generalagent i Sverige för det franska varvet Fountaine Pajot, tillverkare av välseglande stora och lyxiga katamaraner.
I staden finns det också ett sågverk tillhörande den finländska träförädlingsindustrikoncernen UPM Kymmene. Plastindustri, cementfabrik och silor är de andra industrierna.
I dag har byn omkring 3 600 invånare. År 1946 hade byn omkring 1 300 invånare och 2 300 år 1975.

## Befolkningsutveckling
Antalet invånare i kommunen Aigrefeuille-d'Aunis
| Referens: INSEE |

## Bilder på Aigrefeuille-d'Aunis

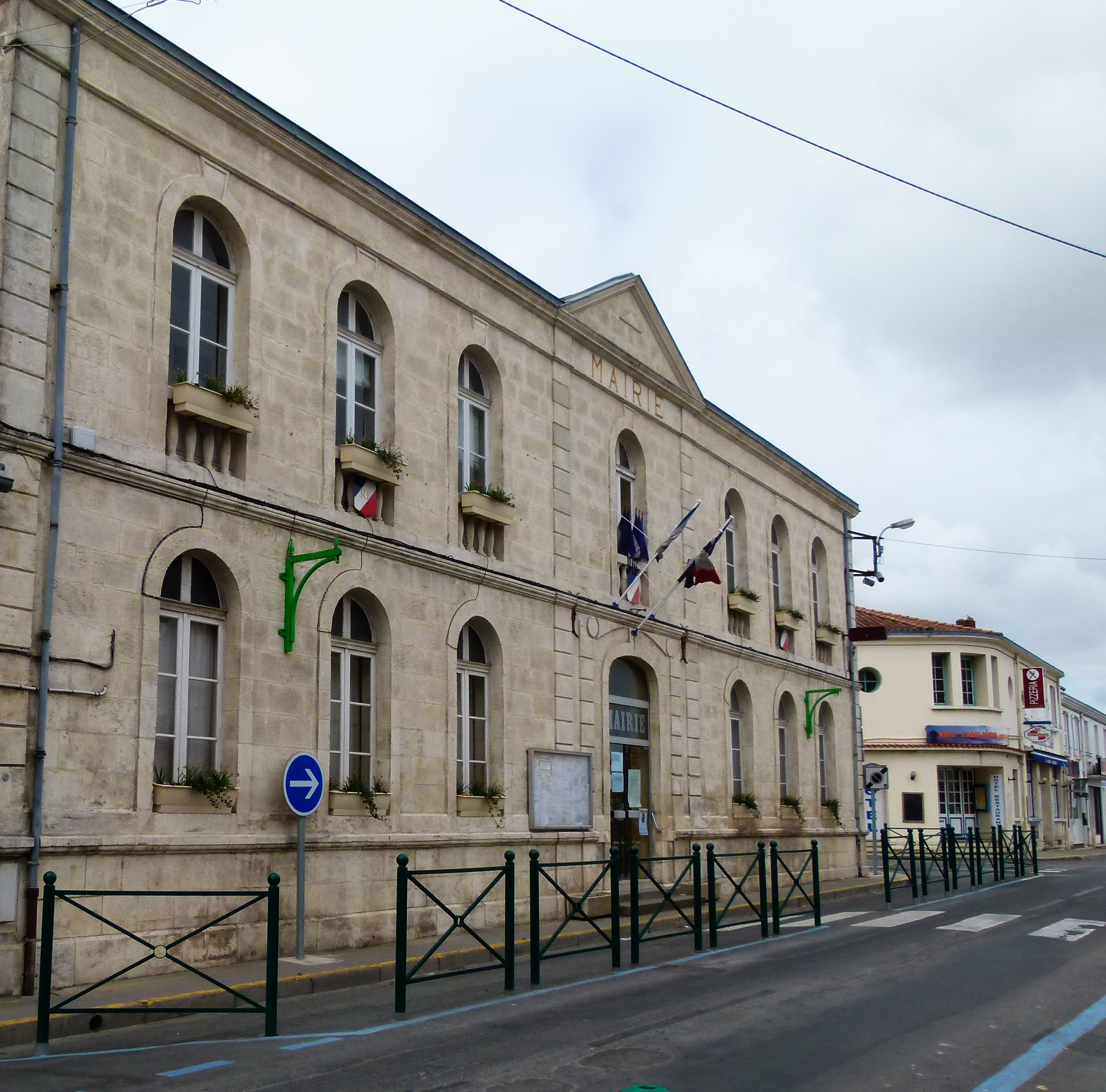
Aigrefeuilles stadshus byggd på 1870-talet.
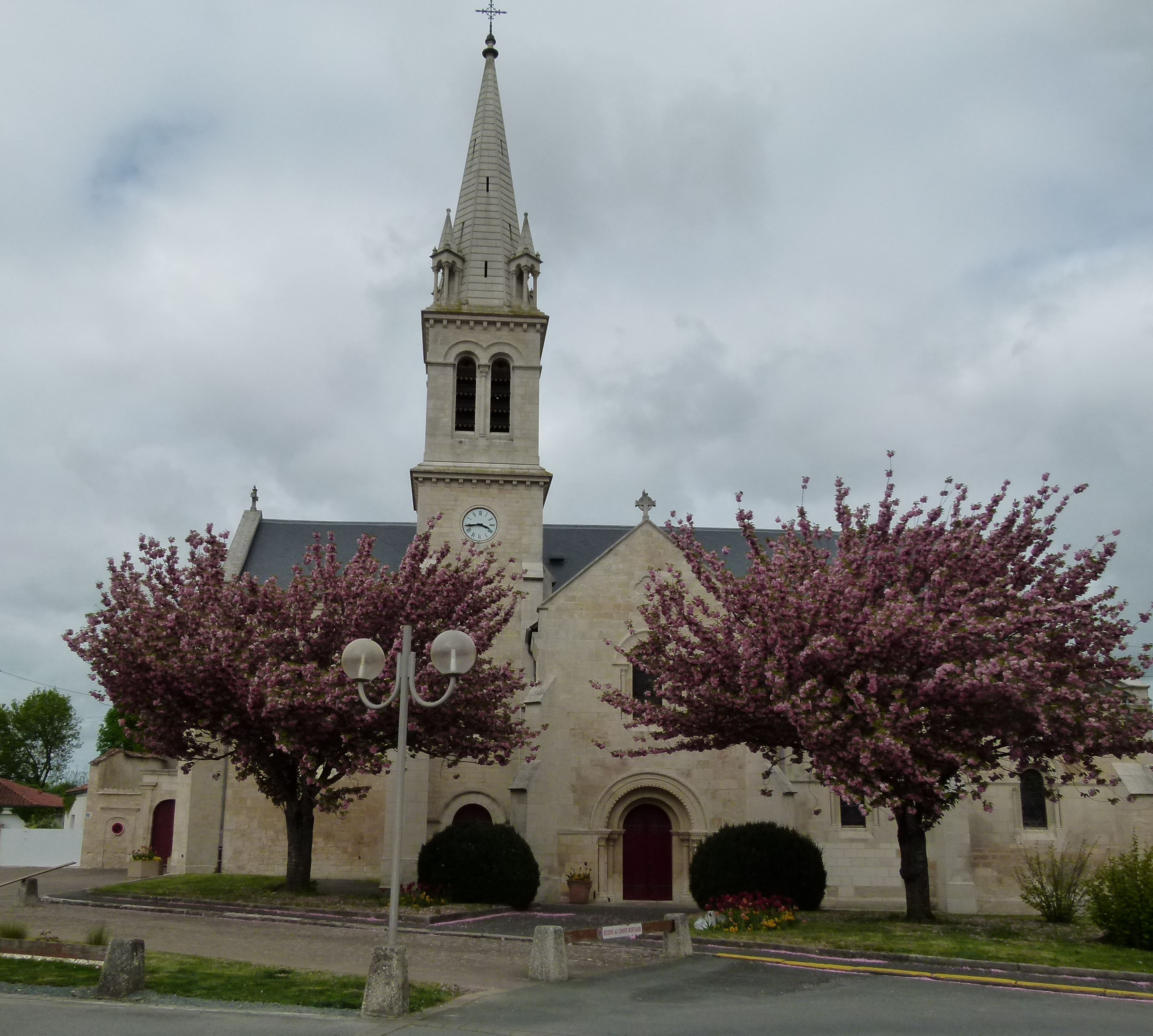
Den katolska kyrkan byggd på medeltiden.
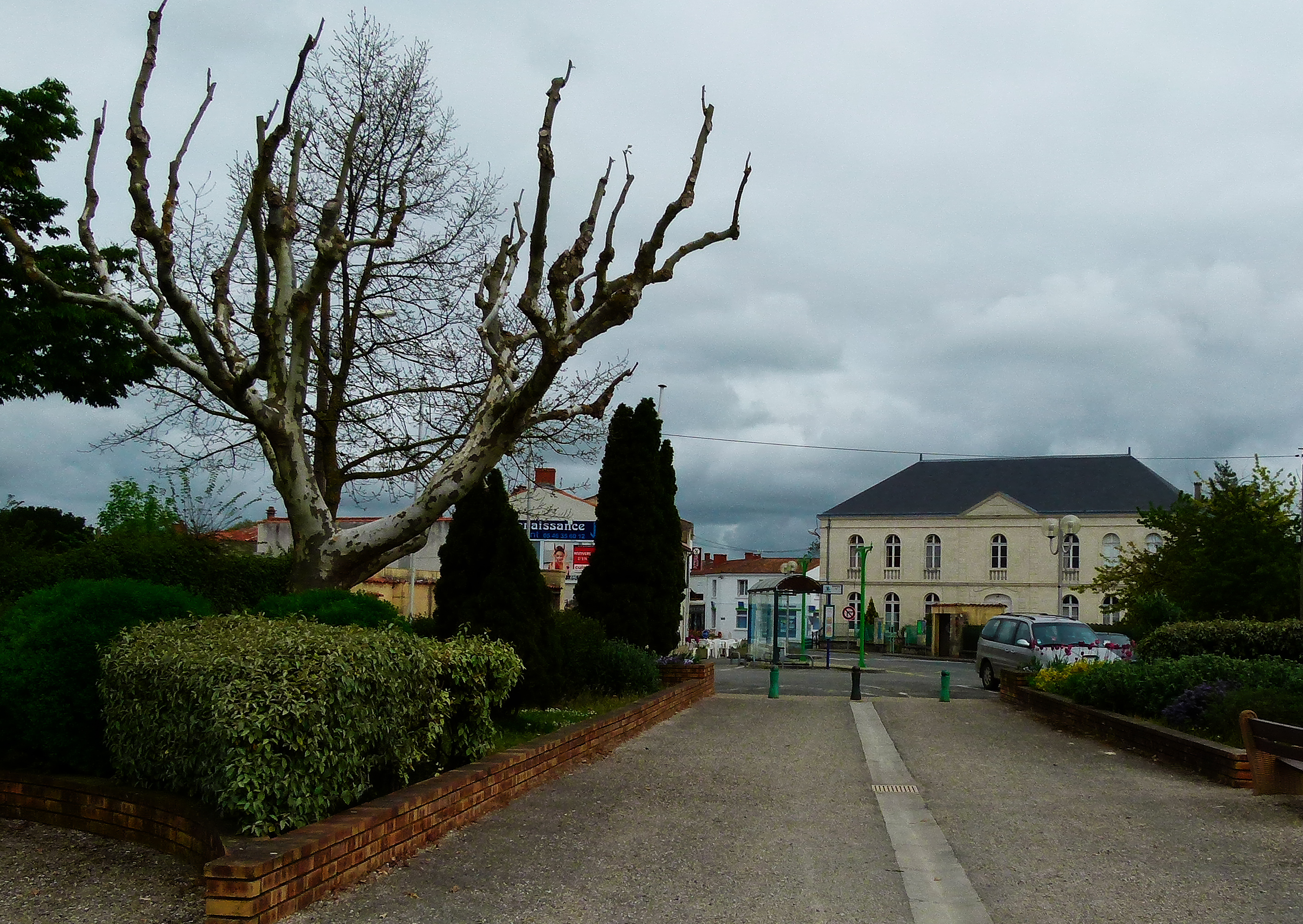
Stadshuset från parken.